# Caryophyllia perculta
Espèce
Statut CITES
Caryophyllia perculta est une espèce de coraux appartenant à la famille des Caryophylliidae.